# Борислав Јовановић (археолог)
Борислав Јовановић (Кавадарци, 22. јун 1930 – Београд, 13. новембар 2015) био је српски археолог и академик.

## Биографија
Основну и средњу школу завршавао је у Македонији у месту Ђорче Петров код Скопља, као и у Краљеву и Новом Саду где је и завршио гимназију 1949. године.
Диломирао је на катедри за археологију Филозофског факултета Универзитета у Београду 1955. године.
1956. године уписује постдипломске студије из праисторијске археологије на истој катедри.
Дисертацију "Појава и развој енеолита у Југославији" одбранио је 1964. године на Филозофском факултету. Неколико година касније, 1971, делове своје дисертације објавио је у књизи под насловом "Металургија енеолитског периода Југославије".
У Археолошком институту у Београду ради од 1959. до 1995. године, при чему је прошао сва звања научног радника од асистента до научног саветника за област праисторијске и протоисторијске археологије.
Директор Археолошког института у Београду био је од 1978. године до 1986. године.
Организовао је и спровео низ истраживачких пројеката као што су заштитна ископавања на Ђердапу (1965—1970) и системска вишегодишња ископавања локалитета Рудна Глава код Мајданпека и локалитета Гомолава код Хртковаца.
Посебно пажњу посвећивао је питањима настанка и развоја најстарије металургије бакра и земљорадње балканско-подунавске области, са нагласком на Средње Подунавље и Ђердапску клисуру (Културу Лепенског вира).
Био је учесник великог броја страних и домаћих научних скупова.
Краће студијске боравке провео је у Великој Британији, Француској, Кини и Северној Америци.
Сарађивао је са различитим домаћим и страним стручним телима у оквиру институција које се баве заштитомспоменика културе.
За дописног члана историјског одељења САНУ изабран је 30. октобра 2003. године,
а редовни члан је од 5. новембра 2009. године.
Преминуо је у Београду 13. новембра 2015. године.